# Warschauer Weichselböschung

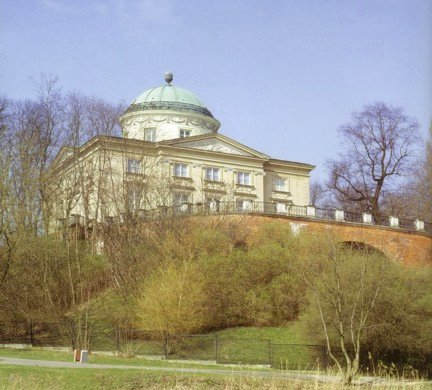
Die Böschung am Królikarnia-Palast

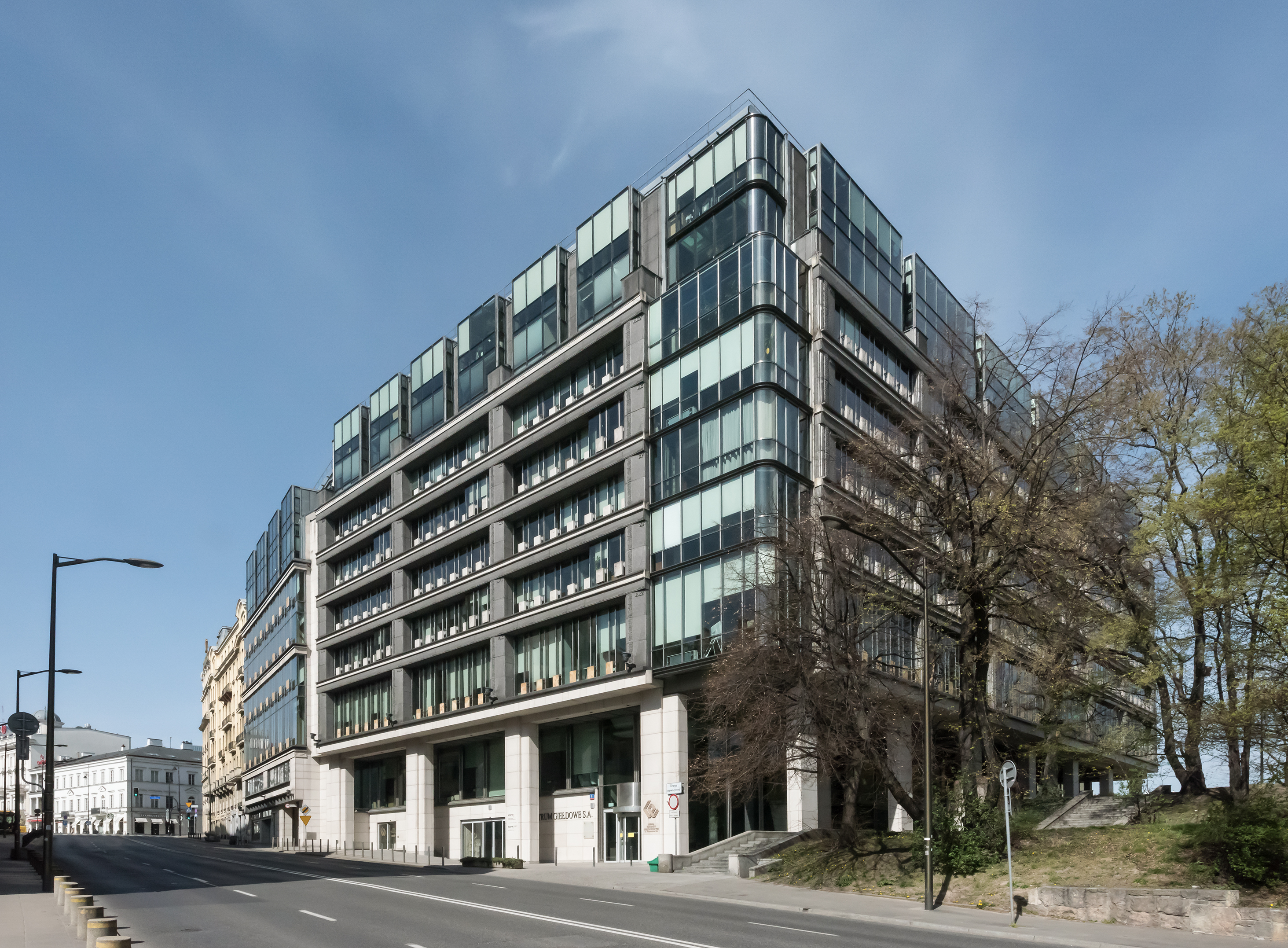
Das Gebäude der Warschauer Börse an der oberen Kante des Żurawka-Tals

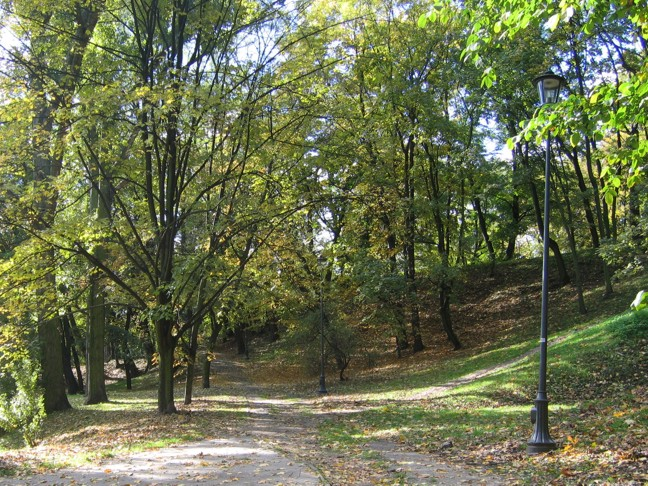
Verlauf am Park na Książęcem

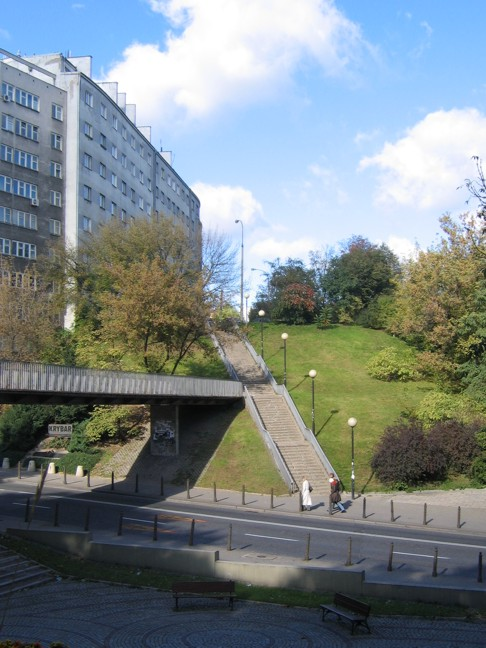
Die Böschung an der Ulica Tamka, die zur Ulica Nowy Świat heraufführt

Als Warschauer Weichselböschung (polnisch: Skarpa Warszawska) wird die natürliche westliche Abbruchkante des ost-westwärts verlaufenden Urstromtals der Weichsel im Warschauer Stadtgebiet bezeichnet, die bei der Entstehung von Warschau eine bedeutende Rolle spielte und auch die heutige Stadtentwicklung beeinflusst.

## Topografie
Die Warschauer Böschung ist ein Teil der sich über eine große Entfernung erstreckenden Weichselböschung (polnisch: Skarpa Wiślana), die sich in der Nähe des Westufers der Weichsel von Süden nach Norden durch das Land zieht. Sie entstand vor etwa 15.000 Jahren als Ergebnis des Abfließens großer Mengen Gletscher-Schmelzwassers zum Ende der Weichsel-Eiszeit.

### Natürliche Schluchten
Die Böschung ist im Raum Warschau vielfach von kleinen Schluchten (polnisch: Dolinka) zum Weichseltal hin durchbrochen. Diese Schluchten entstanden durch Erosion und über Abflüsse von Gletscher-, Quell- oder Grundwasser. Einige der größeren dieser Schluchten sind:
- Służewiec-Tal – bei der ehemaligen Ortschaft Służewiec durch den gleichnamigen Fluss gebildet. Am Rand zum Tal befindet sich das Fort VIII der Festung Warschau, die Katharinenkirche sowie die ehemalige Parkanlage Gucin Gaj.
- Żurawka-Tal – in dem heute die Książęca-Straße vom Plac Trzech Krzyży nach Osten verläuft. Die Warschauer Börse liegt etwa an der Abbruchkante.
- Bełcząca-Tal (Nalewki) – im 19. Jahrhundert im Rahmen der Bauarbeiten an der Zitadelle und dem benachbarten Fort Władimir ausgeweitet.

### Künstliche Durchbrechungen
Neben den natürlichen Einschnitten in die Böschung entstanden während der Entwicklung der Stadt durch bauliche Maßnahmen auch anthropogene Durchbrechungen der Kante. Vor allem zu Verkehrszwecken wurden so angelegt:
- Agrykola-Aushub mit einem Höhenunterschied von rund 20 Metern aus dem 18. Jahrhundert
- Aleje-Jerozolimskie-Aushub mit einem Höhenunterschied von rund 20 Metern aus dem 19. Jahrhundert
- Aushub an der Ulica Karowa (Stanisław-Markiewicz-Viadukt) mit einem Höhenunterschied von etwa 10 Metern aus dem 19. Jahrhundert
- Untertunnelung für die West-Ost-Eisenbahnverbindung (Kolej średnicowa) mit einem Höhenunterschied von etwa 10 Metern
- Untertunnelung der Trasa W-Z mit einem Höhenunterschied von etwa 10 Metern
- Weichseluferstrasse im Bereich von Młociny mit einem Höhenunterschied von 15 Metern
- Aushub der Trasa Łazienkowska mit einem Höhenunterschied von 20 Metern
- Aushub der Trasa Armii Krajowej mit einem Höhenunterschied von 5 Metern

Aufgrund von Bauarbeiten und natürlicher Erosion kommt es immer wieder zu Abbrüchen von Erdteilen an der Kante. So war die St.-Anna-Kirche bei Anlage des Tunnels für die Ost-West-Trasse sehr gefährdet und auch im Bereich der Zitadelle, der Bebauung rund um den Sejm und der zunehmend enger an die Kante rückenden Erschließung des Stadtteils Ursynów (vor allem im Bereich der Nowoursynowska-Straße) kam es wiederholt zu Problemen.

## Bedeutung für die Stadtentwicklung
Die hohe Weichselböschung war ein wesentlicher Grund zur Anlage und Wachstum Warschaus. Die Lage von Stadt und Residenz an der Abbruchkante hatte viele Vorteile. Die ostwärtige Verteidigung war durch den natürlichen Steilhang so einfach, dass zu dieser Seite keine wesentlichen Wehranlagen errichtet werden mussten. Das Klima war durch die Luftbewegung günstig, die Böden auf der Böschung trocken; es gab keine Überschwemmungsgefahr. Beim Ausbau der Stadt kam der Böschung wegen ihrer weiten Aussicht eine Rolle als bevorzugte Lage für Paläste und Villen – gerade am oberen Teil des Königstrakts – zu. Der von Tadeusz Tołwiński 1916 vorgelegte Rohentwurf eines Regulierungsplanes für die Hauptstadt Warschau berücksichtigt erstmals die städtebauliche Bedeutung der Weichselböschung.

## Verlauf der Böschung
Die Böschung verläuft im Warschauer Raum von Südosten nach Nordwesten und folgt damit dem Lauf der Weichsel. Im Süden bildet sie in einer Entfernung von rund zwei Kilometern zum Verlauf der heutigen Weichsel ab dem Kabaty-Wald eine natürliche Grenze zwischen den Stadtdistrikten Ursynów (auf der Böschung) und dem im Tal gelegenen Wilanów mit seinem Stadtteil Miasteczko Wilanów. Sie begrenzt den Campus der Naturwissenschaftlichen Universität. Die hier abflachende Böschung erreicht die Dolina Potoku Służewieckiego (Straße) etwa auf Höhe der St-Katharinen-Kirche in Służew und trennt dann den Stadtteil Mokotów in die alten Bezirke Ober- und Unter-Mokotów. Sie passiert den Królikarnia-Palast, den Park Morskie Oko sowie den Łazienki-Park und den Ujazdowski-Palast und nähert sich so stetig der Weichsel an. Ab den Ujazdowskie-Alleen verläuft die Böschung etwa parallel zum Warschauer Königsweg, bis sie die unterhalb liegende Mariensztat-Wohnsiedlung und oberhalb liegende Alt- und Neustadt mit der angrenzenden Zitadelle erreicht. Dort verläuft sie in unmittelbarer Nähe zur Weichsel; die Entfernung beträgt hier nur rund 200 Meter. Ab Żoliborz entfernt der Böschungsverlauf sich wieder vom Fluss in westlicher Richtung. Später verläuft die Böschung durch das Las Bielański-Reservat und nähert sich auf Höhe des „Młociński“-Parkes wieder der Weichsel an.